# My Apocalypse
Skladba My Apocalypse je závěrečnou skladbou očekávaného alba Death Magnetic od americké metalové legendy Metallica.
Metallica za ni 9. února 2009 poměrně překvapivě obdržela Grammy, kterou převzal baskytarista skupiny Robert Trujillo.
Skladba je řazena ke klasice tvorby skupiny v době jejího největšího úspěchu. Jedná se o klasickou řádně tvrdou a nabitou thrash metalovou skladbu s rychlým tempem, typickým thrashovým bubnováním a Hammettovým sólem. Skladba bývá přirovnávána ke skladbám jako jsou Damage Inc. z Master of Puppets či Dyers Eve z ...And Justice for All.